# Anna Maria Taigi
Anna Maria Gesualda Antonia Taigi, z domu Giannetti (ur. 29 maja 1769 w Sienie, zm. 9 czerwca 1837 w Rzymie) – włoska mistyczka, tercjarka trynitarska, błogosławiona Kościoła katolickiego.

## Życiorys

### Młodość i droga doskonałości
Urodziła się w Sienie jako jedyne dziecko rodziny kupieckiej. W 1771 Giannetti przeprowadzili się do Rzymu. Tam Anna Maria pracowała u bogatej arystokratki. W 1789 wyszła za mąż za Dominica Taigi, majordomusa szlacheckiej rodziny Chigi. Zimą 1791, modląc się razem z mężem w bazylice św. Piotra, poczuła głębokie pragnienie zmiany życia i poświęcenia się Bogu.
Wstąpiła do Trzeciego Zakonu Trynitarzy, przy kościele San Carlo alle Quattro Fontane. Tam dążyła do duchowej doskonałości i regularnie odwiedzała chorych w szpitalu. Miała czterech synów i trzy córki. Godziła obowiązki rodzinne z realizacją doskonalenia duchowego.

### Objawienia i śmierć
Przez kilka lat doznawała wizji i ekstaz. Od lat dziewięćdziesiątych XVIII wieku, aż do śmierci miała widzieć świetlisty dysk, który pomagał jej rozróżniać dobro od zła i miał być źródłem wiedzy o przeszłości, teraźniejszości i przyszłości.
Zmarła 9 czerwca 1837 w Rzymie.

## Relikwie

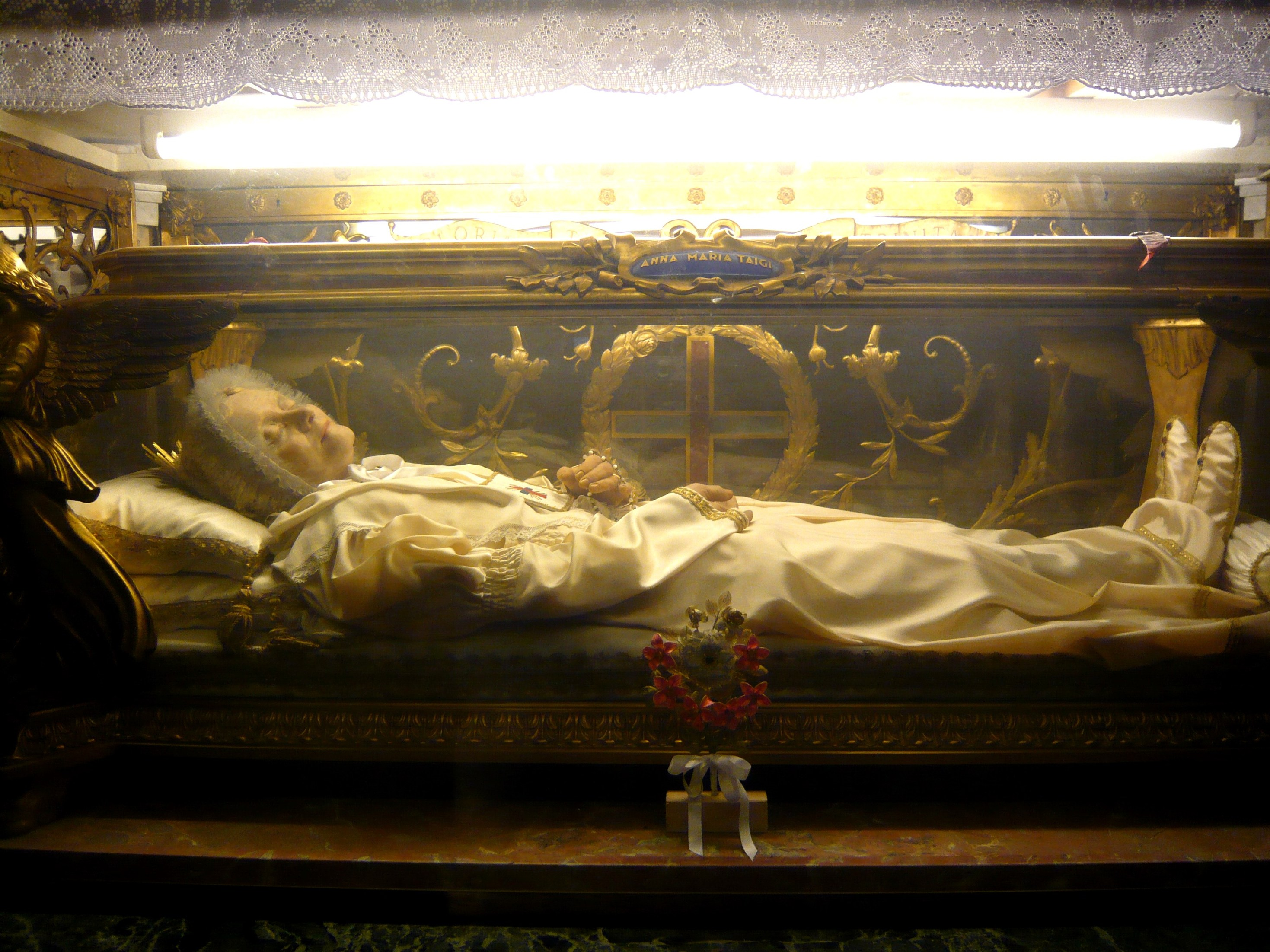
Ciało bł. Anny Marii Taigi nie uległo rozkładowi

Ciało bł. Anny Marii Taigi nie uległo rozkładowi. Jej relikwie spoczywają w rzymskim kościele św. Chryzogona.

## Beatyfikacja
Proces beatyfikacyjny został otwarty w 1852 roku w Rzymie. W sumie 30 świadków zostało wezwanych do złożenia świadectwa w procesie. Zeznawały m.in. jej dwie córki, jej 92-letni wtedy mąż, jak również wielu kardynałów i biskupów. Pius IX w dniu 8 stycznia 1863, nadał jej tytuł Sługi Bożej. W dniu 4 marca 1906 potwierdzono heroiczność jej cnót i Pius X nazwał ją „Czcigodną”. Dwa cuda wymagane do jej beatyfikacji były długo badane i papież Benedykt XV zatwierdził je w dniu 6 stycznia 1919 roku, a w dniu 30 maja 1920 w bazylice Świętego Piotra przewodniczył jej beatyfikacji.
Jej wspomnienie liturgiczne w Kościele katolickim obchodzone jest 9 czerwca.